# Anke Schierbeek
Anke Schierbeek (Leeuwarden, 13 mei 1878 – Amsterdam, 18 december 1960) was een Nederlands mezzosopraan en alt.
Ze was dochter van koopman en winkelier (thee en tabak) Pieter Schierbeek en Alberdina Landweer. Ze was de zuster van bioloog Abraham Schierbeek (1887-1974), naamgever van de Dr. Abraham Schierbeek Tuin in Den Haag. Ze bleef zelf ongehuwd. De laatste jaren van haar leven woonde in "Huize Moria" aan de Olympiakade 12 hs. Ze had een lang ziektebed en werd gecremeerd op Westerveld.
Haar opleiding verkreeg ze in eerste instantie van Geesje Poutsma in Leeuwarden. Na in 1898 verhuisd te zijn naar Amsterdam volgden lessen van Cornélie van Zanten aan het Conservatorium van Amsterdam. Later schakelde ze ook nog Aaltje Noordewier-Reddingius in als ook Maria Philippi te Basel en Bellwildt te Frankfurt am Main in. Schierbeek trad als soliste in oratoria en concerten op in de grote steden in Nederland. Rond 1913 was ze zanglerares aan het Amsterdam conservatorium en de muziekschool van de Maatschappij tot Bevordering der Toonkunst in Bussum. Ook gaf ze les in Haarlem en aan het Utrechtse Muzieklyceum. Daarnaast gaf ze privéles.
Tussen 1903 en 1925 zong Schierbeek 21 keer met het Concertgebouworkest. Onder de dirigenten die leiding gaven aan die concerten bevond zich ook Alphons Diepenbrock met zowel zijn Hymne an die Nacht (ze studeerde bij de componist thuis) als zijn Te Deum. Meest zong ze echter onder leiding van Johan Schoonderbeek. Van Diepenbrock zong ze elders ook wel liederen en ging ook wel persoonlijk naar hem toe en correspondeerde met hem. Ze werd door Cato Loman wel aangeduid als een van de nimfen rondom Diepenbrock. De componist droeg zijn liederen L’invitation au voyage op tekst van Charles Baudelaire uit 1913 en Beiaard op tekst van Elisabeth Amory-Berends (Vada) uit 1916 aan haar op. Dochter Thea Diepenbrock (die haar aanduidde als “oude tantes”) en vermoedelijk ook haar man Matthijs Vermeulen waren met haar bevriend.
Ze was sinds 1950 erelid van de Koninklijke Nederlandse Toonkunstenaars Vereniging.